# Eugenio de Matta Vargas
Eugenio de Matta Vargas (Castro, archipiélago de Chiloé, 1802-Santiago, 1859) fue un empresario y político liberal chileno. Originario del archipiélago de Chiloé, hizo fortuna con la minería de plata de Copiapó. Es el padre de los futuros líderes radicales Manuel Antonio y Guillermo Matta.

## Biografía
Nace entre 1785 y 1791, siendo uno de los hijos menores de Manuel Antonio de Matta, militar asentado en Chiloé, y de Policarpa Vargas, perteneciente a una familia de encomenderos tradicionales del archipiélago.
Durante su juventud se dedicó al negocio del pan en su natal Chiloé, aunque ya en 1817 aparece en La Serena desarrollando vínculos con Charles Lambert, en relación con posibles yacimientos de plata en la zona norte de Chile. Al año siguiente asume como uno de los alcaldes del primer cabildo republicano de Copiapó, zona donde posteriormente desarrollaría una prospera actividad económica asociada a la minería del cobre y la plata. Este tránsito desde Chiloé al norte de Chile se vincula al viaje realizado por su hermano mayor Manuel de Matta, quien como soldado del ejército realista fue destinado al norte y desarrolló simpatías por el bando independentista.
En 1821 contrae matrimonio con Petronila Mercedes Goyenechea, perteneciente a una familia tradicional de la zona. De esta relación nacieron cinco hijos, entre los que se cuentan Manuel Antonio Matta y Guillermo Matta, quienes destacaron como importantes líderes del Partido Radical. En Copiapó desarrolló una próspera sociedad con su primo Diego Carvallo, con quien participó en la explotación del Mineral San Antonio en 1826.
Durante la década de 1840 se traslada a Santiago, ciudad donde ya vivían sus hijos mayores,y  donde contrae un segundo matrimonio en 1845 con su prima Rosario Matta, enlace del cual nacería una hija, de nombre Teresa.En las elecciones parlamentarias de 1846 es electo como diputado suplente por el sector pipiolo, que luego daría origen al Partido Liberal, por el departamento de Castro. Este fue uno de los tres departamentos del país en donde los pipiolos obtuvieron representación. Durante este periodo integró la Comisión de Gobierno y Relaciones Exteriores.
Fallece en Santiago en 1859.